# Oberea densepilosa
Oberea densepilosa är en skalbaggsart som beskrevs av Stefan von Breuning 1955. Oberea densepilosa ingår i släktet Oberea och familjen långhorningar. Inga underarter finns listade i Catalogue of Life.